# Bomarea tribrachiata
Bomarea tribrachiata är en alströmeriaväxtart som beskrevs av Friedrich Fritz Wilhelm Ludwig Kraenzlin. Bomarea tribrachiata ingår i släktet Bomarea och familjen alströmeriaväxter. Inga underarter finns listade i Catalogue of Life.